# Menophra serpentinaria
Menophra serpentinaria là một loài bướm đêm trong họ Geometridae.